# Treatstock
Treatstock (トリートストック）とは、3Dプリンターの貸出、3Dプリンターで生成される商品の販売、あるいは3Dプリンターのオンデマンド利用を提供するサービスである。世界中の3Dプリンターの提供者、サービスの利用者を仲介するプラットフォーム的役割を担っている。

## 来歴
ウェブサイトは2016年1月27日に正式公開された。設立者のティム・アルノは、このサービスのアイデアを古い写真に写る小さな飛行機の写真を見た時に思いついたと言う。「ある日、アルバムを見ている時、父からもらった小さいおもちゃの飛行機の写真を見つけた。それは父が出張から戻ってきたときに持ってき てくれた写真だった。それ以来私はその写真を肌身離さずいた。飛行機は私の幼少時代のシンボルのひとつになっていた。しかしその写真は長い間どこかにあったが、それは懐かしい気持ちを思い出させるものだった。」
ティムは飛行機のおもちゃを3Dプリンターで作成し、それが Treatstock の第一歩となった。

## 概要
Treatstockのウェブサイトには、デザイナーによって作られた3Dプリンターで作成可能なデザイン・モデルと、それらを作成可能な3Dプリンターのオーナーが登録されている。利用者は任意のデザイン・モデルと3Dプリンターを選択し、定められた料金を支払うことでデザイン・モデルの造形を購入することができる。開発者によると、利用者がより便利にサービスを利用できるようにウェブサイトを開発しているとのことで、Treatstock上でデザイン・モデルの決定から発注までを他のサービスを利用することなく、完結させることができるようになっている。3Dプリンターサービスを提供している大手 Shapewaysと Thingiverseを合わせたサービス、という位置づけを当社はしている。ある3Dプリンター業界を扱う大手メディアは以下のようにTreatstockを表現した。「Treatstockは3Dプリンターの利用とモデルの選定を一つの場所でできるようにするためにあらゆる障害を取り除きたいと考えている。」

## 作成の流れ
誰でもデザイナーになることができ、Treatstockに3DモデルやCADエンジニアリングの制作物をアップロードすることができる。（3Dプリンターで制作可能なものであれば、小さいおもちゃから複雑な構造の造形まで何でも登録できる。）原則としてTreatstockは商用ライセンス形式での配布のみを許可しているが、もし著作者（デザイナー）が希望すれば無料に設定することも可能ではある。違法アップロード等、知的財産保護のための様々な技術が応用されている。したがって、利用者は3Dデザイン・モデルを印刷造形一回（一個分）の料金を必要数分支払う、というのが基本的な仕組みとなっている。 

## 3Dプリンターの登録
デスクトップ3Dプリンターを所有する人は、Treatstockに認可されることで印刷を受注することができるようになる。世界中にプリンター所有者が点在し、利用者にとって一番近い距離のプリンターをロケーションから決定することができる。Treatstock はビデオによるサービスのチュートリアル（使用方法）をまもなく公開する予定がある。